# Droga wojewódzka 612
Die Droga wojewódzka 612 (DW 612) ist eine sechs Kilometer lange Droga wojewódzka (Woiwodschaftsstraße) in der polnischen Woiwodschaft Pommern, die Bronisławowo mit Okrągła Łąka verbindet. Die Strecke liegt im Powiat Kwidzyński.

## Streckenverlauf
Woiwodschaft Pommern, Powiat Kwidzyński
-  Bronisławowo (Schinkenberg) (DW 611)
-  Okrągła Łąka (Rundewiese) (DW 532)